# Rieppeleon
 Rieppelon es un género de la familia Chamaeleonidae que incluye especies de pequeños camaleones que se distribuyen por África oriental.

## Especies

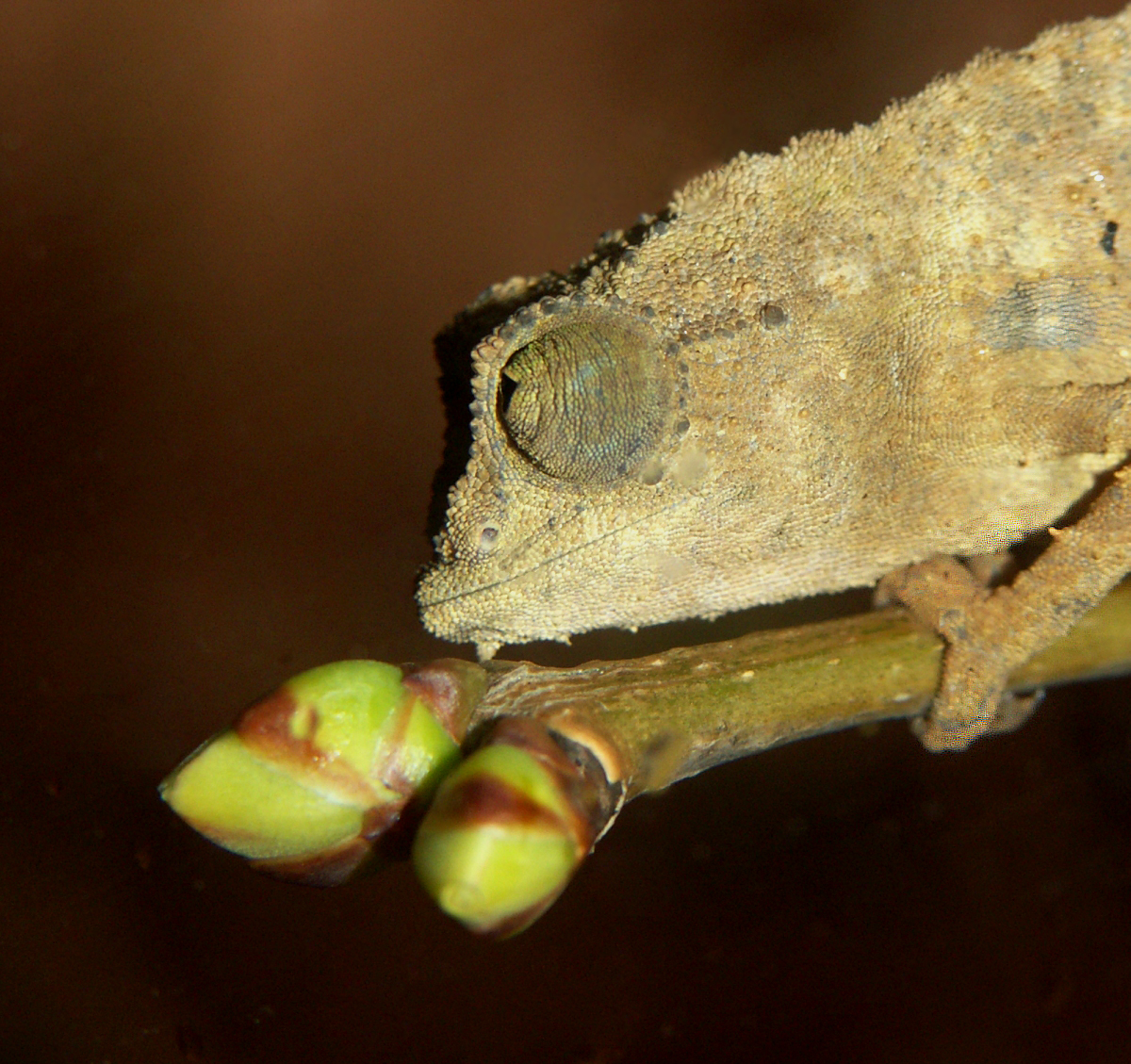
Rieppeleon brevicaudatus.

Tiene descritas las siguientes tres especies:
- Rieppeleon brachyurus (Günther, 1893)
- Rieppeleon brevicaudatus (Matschie, 1892)
- Rieppeleon kerstenii (Peters, 1868)